# Janusz Hajnos
Janusz Hajnos (ur. 27 sierpnia 1968 w Nowym Targu, zm. 29 sierpnia 2019 tamże) – polski hokeista, reprezentant Polski, olimpijczyk, wychowanek Podhala Nowy Targ.

## Kariera
- Podhale Nowy Targ (1987-1996)
- GKS Katowice (1996-1997)
- Podhale Nowy Targ (1997-2000)
  -  KTH Krynica (1997) – wypożyczenie
- GKS Katowice (2000-2003)
- Podhale Nowy Targ (2003-2006)
- KTH Krynica (2006)
- GKS Katowice (2006-2007)

W reprezentacji Polski rozegrał 72 spotkania i strzelił 24 gole. W czasie igrzysk olimpijskich w 1992 i na trzech turniejach o mistrzostwo świata rozegrał 27 spotkań strzelając 8 bramek.
Zmarł 29 sierpnia 2019. 4 września 2019, po nabożeństwie w kościele św. Anny w Nowym Targu pod przewodnictwem ks. Pawła Łukaszki (byłego hokeisty), został pochowany na tamtejszym cmentarzu.

## Sukcesy
- Złoty medal mistrzostw Polski: 1987, 1993, 1994, 1995, 1996 z Podhalem Nowy Targ
- Srebrny medal mistrzostw Polski: 1990, 1998, 2000, 2004 z Podhalem Nowy Targ, 2001, 2002, 2003 z GKS Katowice
- Brązowy medal mistrzostw Polski: 1989, 1991, 1992, 1999, 2006 z Podhalem Nowy Targ, 1997 z KKH Katowice
- Puchar Polski: 2003, 2004 z Podhalem Nowy Targ
- Finał Pucharu Polski: 2005 z Podhalem Nowy Targ
- Puchar „Sportu” i PZHL: 1987 z Podhalem Nowy Targ
- Finał Pucharu „Sportu” i PZHL: 1988 z Podhalem Nowy Targ
- Mistrzostwo Interligi: 2004 z Podhalem Nowy Targ
- Puchar Polski: 2005 z Podhalem Nowy Targ